# Sabrakamani
Sabrakamani war ein nubischer König, der lediglich in einer bisher gefundenen Inschrift erwähnt wird. Er hatte sie im Amun-Tempel in Kawa anbringen lassen. In dieser stark zerstörten Inschrift wird auch König Iry-Piye-qo genannt, der also vor ihm regierte. Die Inschrift ist über zwei Inschriften von Arikamaninote  angebracht, so dass dies auch als Indiz gewertet werden kann, dass Sabrakamani später als der letztere regierte. In der Inschrift werden Weihungen an den Amun-Tempel aufgeführt. Sabrakamani datiert eventuell in die erste Hälfte des 3. vorchristlichen Jahrhunderts.